# Septifer bilocularis
Septifer bilocularis är en musselart som först beskrevs av Carl von Linné 1758.  Septifer bilocularis ingår i släktet Septifer och familjen blåmusslor. Inga underarter finns listade i Catalogue of Life.
Höger och vänster klaff av samma exemplar:

Höger klaff
Vänster klaff